# Etofillina
L'etofillina è un derivato della teofillina proposto come broncodilatatore nel trattamento dell'asma e delle broncopneumopatie croniche ostruttive con componente spastica.
Come la teofillina dal punto di vista chimico è un derivato metilato della xantina.

## Farmacocinetica
Il farmaco è assorbito rapidamente, ma non completamente dopo la somministrazione orale: circa l'80% della dose viene effettivamente assimilato.

L'emivita plasmatica nell'adulto risulta di 6-8 ore. L'etofillina non libera teofillina nell'organismo.

Circa il 20% del farmaco viene escreto immodificato nelle urine.

## Usi clinici
Il farmaco può essere utilizzato nell'asma adulto e nelle broncopneumopatie croniche ostruttive con componente spastica, spesso in associazione con teofillina.
Come i farmaci analoghi del gruppo, teofillina ed aminofillina, vi è una scarsa evidenza di efficacia.

## Controindicazioni e precauzioni d'uso
La somministrazione di etofillina è controindicata nei bambini con età inferiore a 15 anni.

Si consiglia cautela in caso di insufficienza cardiaca, insufficienza coronarica, insufficienza epatica, in caso di obesità e di ulcera duodenale in evoluzione.

## Interazioni
L'eritromicina e la cimetidina possono provocare un aumento della concentrazione plasmatica di etofillina. La troleandomicina, somministrata in concomitanza, può aumentare il rischio di sovradosaggio da etofillina.

## Effetti collaterali
Il farmaco può determinare insonnia e tachicardia.
È inoltre possibile che l'etofillina a dosi molto elevate abbia un'attività che faciliti l'insorgenza di convulsioni.